# 塔塔咨询服务
塔塔咨询服务有限公司（ Tata Consultancy Services Limited，TCS ）是一家印度跨国信息技术（IT）服务和咨询顧問公司，总部位于孟买。 它是塔塔集团的下屬企業。   該公司成立於1968年。2004年8月25日，塔塔咨询服务成为一家上市公司。2022年7月，塔塔咨询服务在全球拥有超过60万名员工 。